# هانس-دیتر بروخرت
هانس-دیتر بروخرت (آلمانی: Hans-Dieter Brüchert؛ زادهٔ ۱۸ اوت ۱۹۵۲) کشتی‌گیر اهل آلمان بود.
وی در مسابقات کشوری و بین‌المللی در مجموع برندهٔ ۲ مدال نقره، ۲ مدال برنز شده‌است.